# Temelín
Temelín, dříve také Velký Temelín, je obec v Jihočeském kraji, 6 km jihozápadně od Týna nad Vltavou. Žije zde 896 obyvatel. Obec je známá především tím, že na jejím území je umístěna Jaderná elektrárna Temelín.
Pro senátní volby je zařazen do Volebního obvodu č. 10 se sídlem v Českém Krumlově. Je taky součástí tzv. Mikroregionu Vltavotýnsko resp. Sdružení měst a obcí Vltava.

## Název
Název obce zřejmě vznikl přivlastňovací příponou -ín z rodného jména Temela. Tomu může být blízké staroslověnské slovo temelъ, což znamená „základ“ nebo „podklad“, jenž se vyskytuje v řadě jihoslovanských jazyků. Příkladem mohou být slova temelj, temeljiti, temeljan, temeljac (základ, zakládat, základní) v chorvatštině i obdobné (i když již zastaralé) slovo temel v bulharštině.

## Geografické umístění
Temelín leží v Jihočeském kraji v Okrese České Budějovice asi 5,5 km jižně od Týna nad Vltavou a asi 24 km severně od Českých Budějovic. Sousedními obcemi sídla jsou Protivín, Všemyslice, Žimutice, Týn nad Vltavou, Olešník, Hluboká nad Vltavou a Dříteň.

## Historie
V Temelíně a okolí jsou evidovány četné archeologické nálezy, které dokumentují pravěké osídlení. Nálezy jsou součástí sbírek Národního muzea v Praze a Městského muzea v Týně nad Vltavou.
Nejstarší zmínka o vsi pochází z roku 1381. Temelín byl zmiňován i v 15. století (Šíma… z Tajna [tedy Týna nad Vltavou] vymluvil z práva ze vsi Temelína Václava Kolmánka, písaře); (dle k dohledání v ArchČ9,548 (1491)).
Temelín dokonce zmiňuje Petr Chelčický v Sieti viery pravé …domněním kuzedlníkuov a hadačuov hledajie [postižení lidé] v času pokušení svých, túž vážnost kúzedlníkóm majíce v té při jako k svatým, též do Kyjova k matce boží, do Temelína k kúzedlníku… ktož by koli polehčil. (dle k dohledání v 33. kapitole CC 13 b). Temelín i Temelínec se vyskytují v urbáři hlubockého panství (ArchČ 17,357 (1490)).
V roce 1744 během války o rakouské dědictví byl v prostoru mezi Dřítní a Temelínem velký polní tábor pruské armády.
V roce 1843 je ves Temelín zmiňována jako součást neznašovského panství Berchtoldů z Uherčic. Tehdy zde stálo 74 domů a žilo 608 obyvatel.

## Obyvatelstvo
Podle sčítání 1930 zde žilo v 115 domech 557 obyvatel. 551 obyvatel se hlásilo k československé národnosti a 5 k německé. Žilo zde 505 římských katolíků, 35 příslušníků Církve československé husitské a 5 židů.
| Rok            | 1869  | 1880  | 1890  | 1900  | 1910  | 1921  | 1930  | 1950  | 1961  | 1970  | 1980  | 1991 | 2001 | 2011 |
| -------------- | ----- | ----- | ----- | ----- | ----- | ----- | ----- | ----- | ----- | ----- | ----- | ---- | ---- | ---- |
| Počet obyvatel | 2 920 | 2 934 | 2 823 | 2 776 | 2 772 | 2 741 | 2 520 | 2 031 | 2 012 | 1 811 | 1 546 | 751  | 714  | 795  |
| Počet domů     | 409   | 429   | 444   | 459   | 472   | 480   | 494   | 496   | 468   | 453   | 443   | 314  | 327  | 336  |

Vývoj počtu obyvatel a domů v současném obvodu obce Temelín byl ovlivněn tím, že v souvislosti s výstavbou Jaderné elektrárny Temelín v letech 1985–1989 zanikly vsi Březí, Knín, Křtěnov, Podhájí a Temelínec.
| Rok            | 1869 | 1880 | 1890 | 1900 | 1910 | 1921 | 1930 | 1950 | 1961 | 1970 | 1980 | 1991 | 2001 | 2011 |
| -------------- | ---- | ---- | ---- | ---- | ---- | ---- | ---- | ---- | ---- | ---- | ---- | ---- | ---- | ---- |
| Počet obyvatel | 589  | 595  | 599  | 576  | 555  | 559  | 557  | 479  | 438  | 380  | 399  | 313  | 319  | 354  |
| Počet domů     | 84   | 88   | 89   | 99   | 103  | 105  | 115  | 118  | 199  | 102  | 117  | 122  | 135  | 140  |

## Jaderná elektrárna Temelín
V jihovýchodním sousedství Temelína (asi 2 km od něj) se na místě, kde stávala vesnice Temelínec, nachází rozsáhlý areál Jaderné elektrárny Temelín (JETE). Chladicí věže elektrárny tvoří dominantu celého okolí a jsou vidět ze vzdálenosti 50 km, pára nad nimi až ze vzdálenosti 70 km.

## Pamětihodnosti
- Tvrz Býšov
- Vysoký Hrádek, renesanční zámek
- Kostel svatého Prokopa ve Křtěnově
- Pomník Obětem 1. světové války[16]

## Chráněné části přírody
- Rybník Dvorčice (v sousedství JETE) – vyhrazené hnízdiště vodního ptactva.
- Litoradlice – Hradní strouha – lokalita výskytu kosatce sibiřského.
- Litoradlice – myslivna – památný strom (lípa malolistá).

## Osobnosti
- V Březí u Týna nad Vltavou se koncem 14. století narodil biskup Aleš z Březí.
- V Litoradlicích se dne 13. 6. 1843 narodil římskokatolický kněz, publicista a politik, poslanec Českého zemského sněmu Adolf Rodler.
- V Temelíně se dne 11. 12. 1882 narodil malíř a restaurátor František Peterka.[17]
- Na samotě Rozovy se dne 28. 5. 1898 narodil český básník, výtvarný umělec a pedagog Josef Bartuška.[18]
- V Březí u Týna nad Vltavou se dne 4. 10. 1898 narodil sochař Josef Franěk.
- V Temelíně se dne 26. 4. 1910 narodil malíř a restaurátor Václav Holub.
- V Podhájí se dne 17. 1. 1920 narodil římskokatolický kněz František Sobíšek.

## Doprava
Do obce vedou autobusové linky z Českých Budějovic. V roce 1985 se dokonce uvažovalo i o výstavbě trolejbusové linky, která by obě města spojovala a dopravovala zaměstnance JETE, z tohoto záměru však sešlo. Železniční stanice Temelín leží na trati Číčenice – Týn nad Vltavou, na které byla pravidelná osobní doprava ukončena dne 14. prosince 2013.

## Místní části
Obec Temelín se skládá formálně z jedenácti částí na deseti katastrálních územích. Některé z těchto částí jsou pouze zaniklá sídla
(v závorce základní sídelní jednotky)
- Březí u Týna nad Vltavou (zaniklá vesnice, i název k.ú.)
- Knín (i název k. ú.)
- Kočín (i název k. ú.)
- Křtěnov (zaniklá ves, i název k. ú.)
- Lhota pod Horami (i název k. ú.)
- Litoradlice (i název k. ú.)
- Podhájí (leží v k. ú. Březí u Týna nad Vltavou)
- Sedlec (k. ú. Sedlec u Temelína)
- Temelín (Kaliště, Temelín) (i název k. ú.)
- Temelínec (zaniklá ves, i název k. ú.)
- Zvěrkovice (Záluží, Zvěrkovice) (k. ú. Zvěrkovice u Týna nad Vltavou)

Od 1. dubna 1976 do 30. června 1985 k obci patřily i Chvalešovice a Malešice.

## Fotogalerie

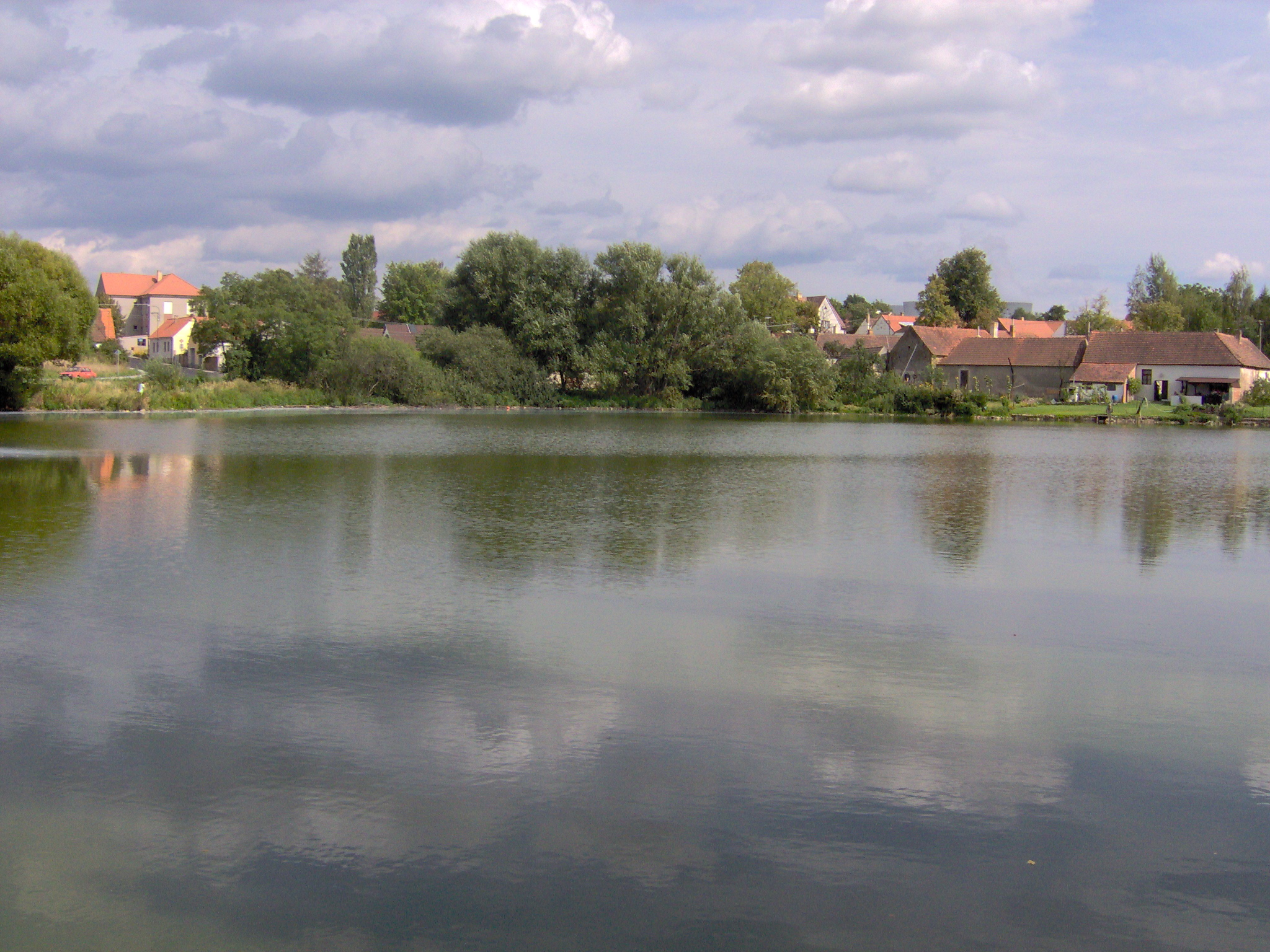
Rybník v Temelíně
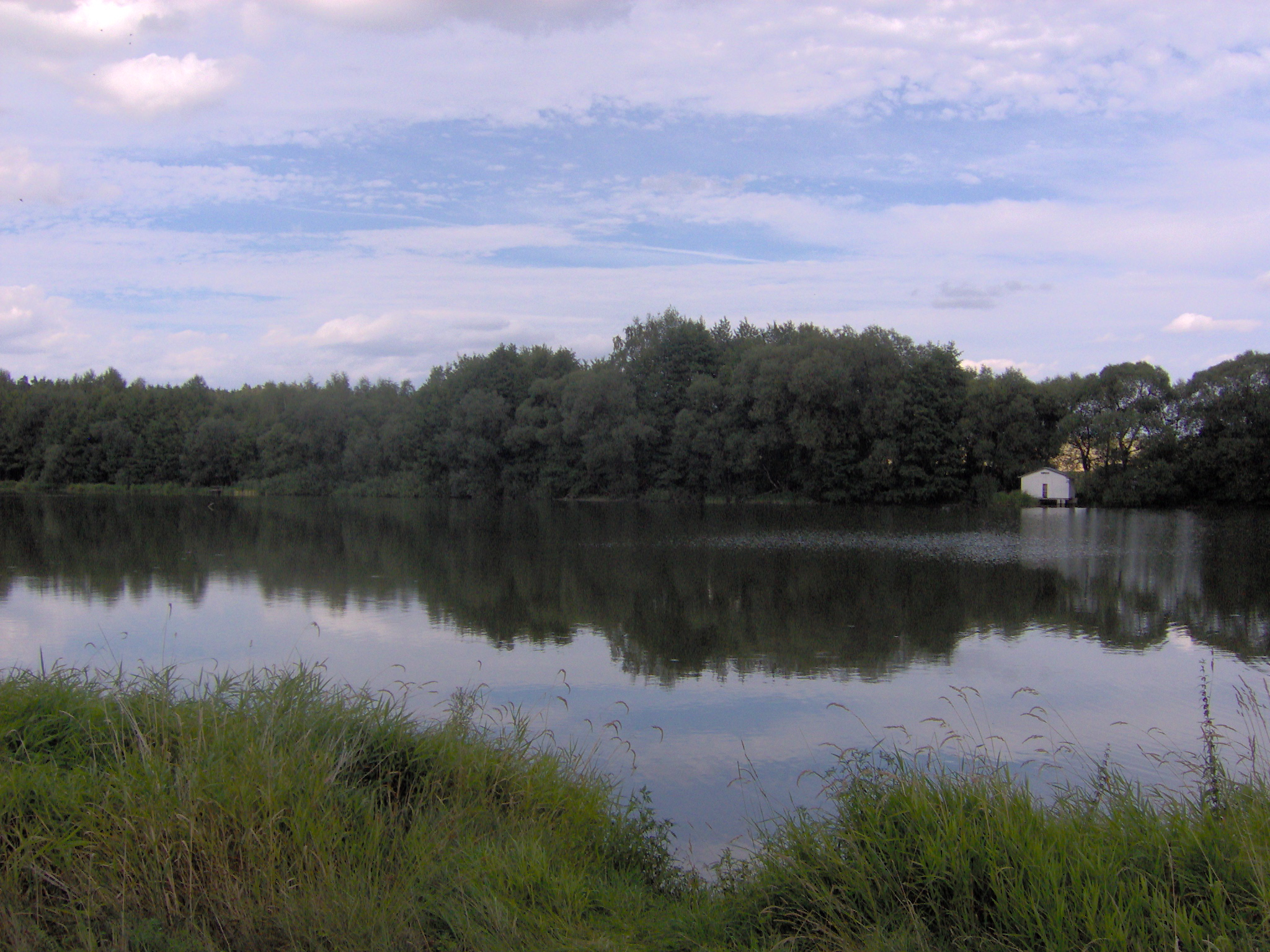
Rybník v části Lhota pod Horami
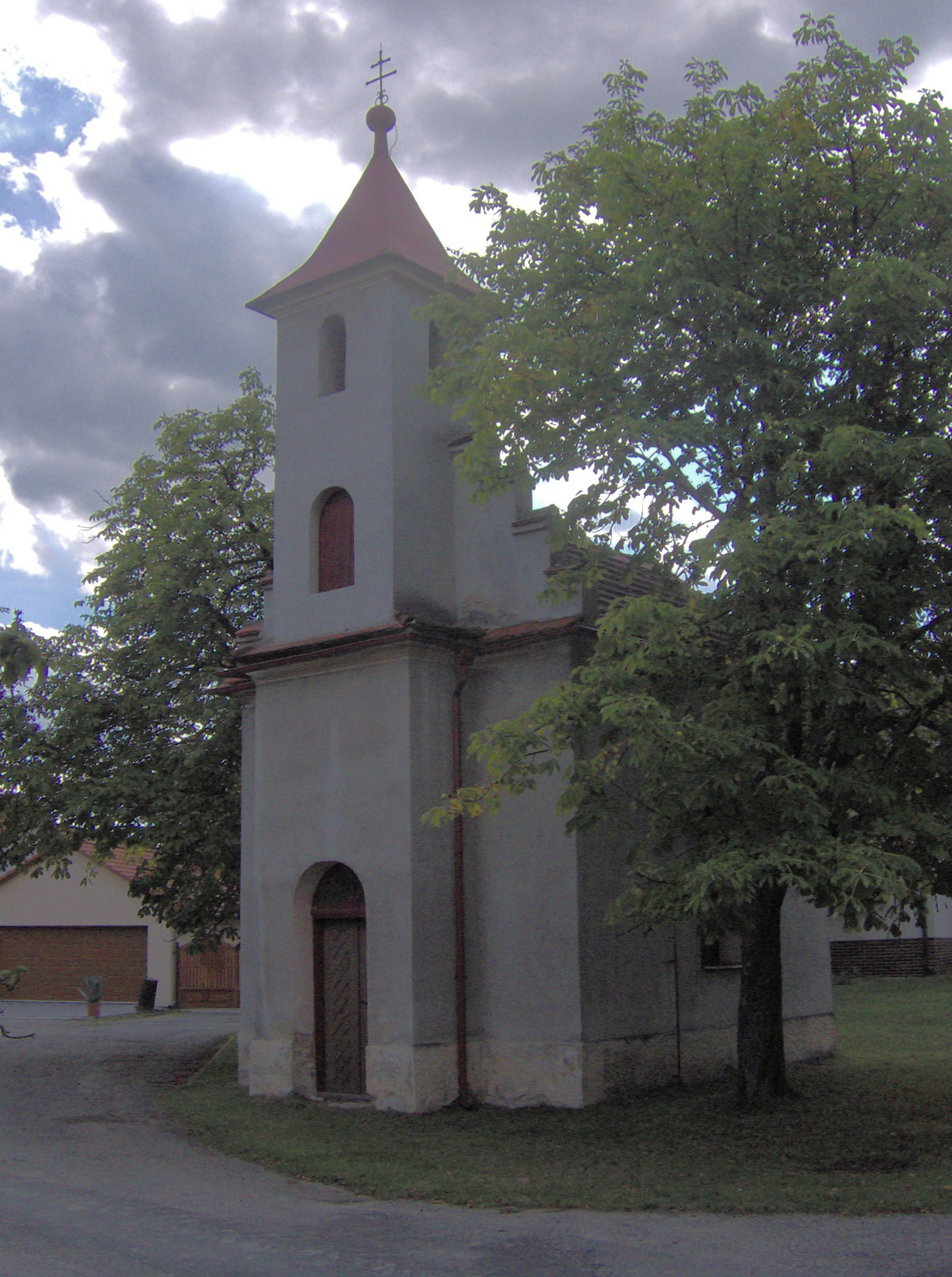
Kaple v Lhotě pod Horami
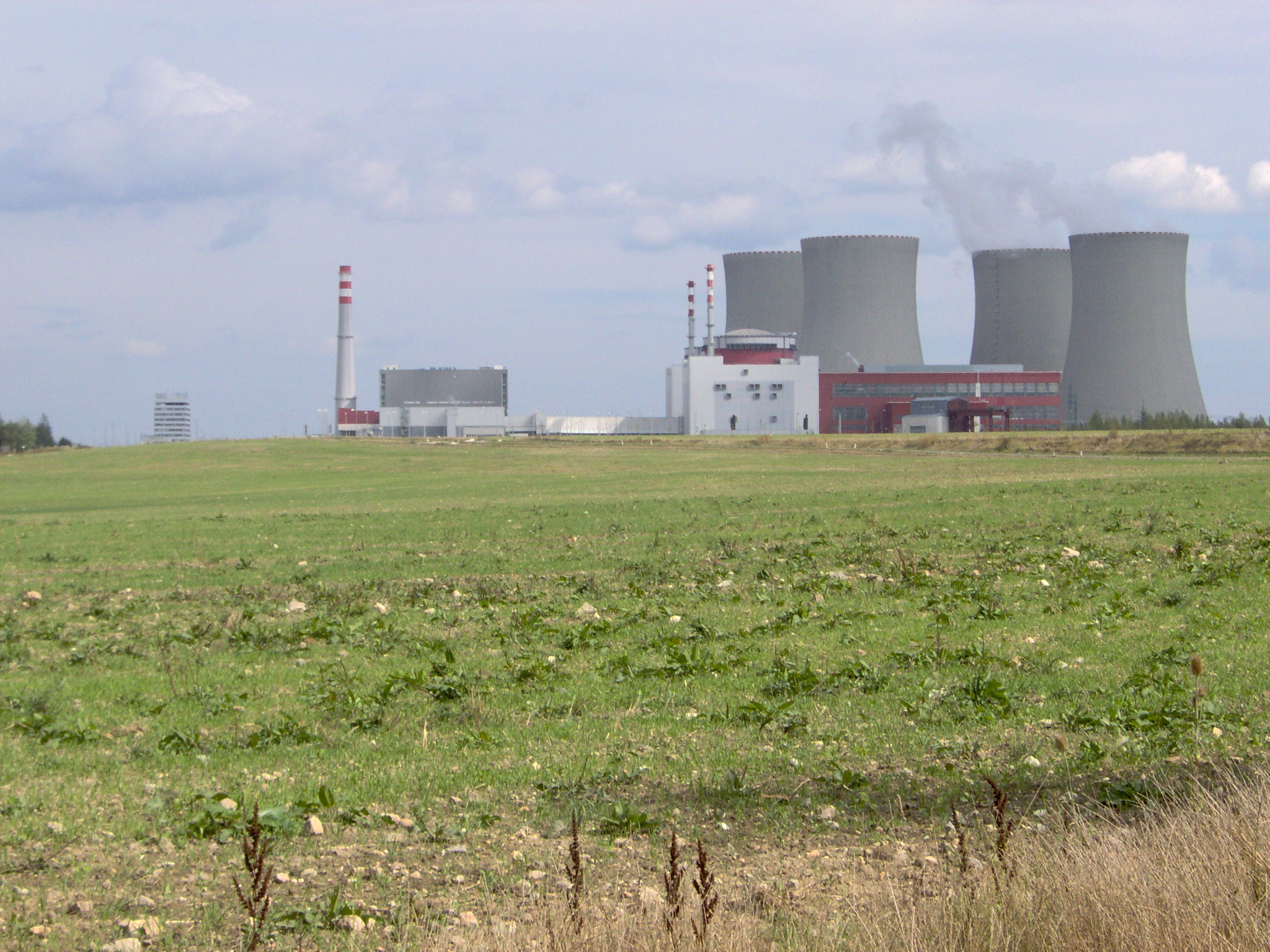
Pohled na Jadernou elektrárnu Temelín